# Boletina altaica
Boletina altaica är en tvåvingeart som beskrevs av Zaitzev 1994. Boletina altaica ingår i släktet Boletina och familjen svampmyggor. Inga underarter finns listade i Catalogue of Life.